# Wanda Landowska
Wanda Aleksandra Landowska (5 juli 1879 – 16 August 1959) var en polsk-fransk musiker, hvis forestillinger, undervisning, optagelser og skrifter spillede en stor rolle i den fornyede popularitet, som tilfaldt cembalo som instrument i begyndelsen af 20. århundrede. Hun var den første inyere tid, som indspillede Johann Sebastian Bach's Goldberg Variationer på cembalo (1933). Hun blev fransk statsborger i 1938.

## Biografi
Landowska blev født i Warszawa af jødiske forældre. Hendes far var advokat, og hendes mor, som var lingvist, har oversat Mark Twain til polsk. Hun begyndte at spille klaver i en alder af fire og studerede ved konservatoriet i Warszawa sammen med Jan Kleczyński og Aleksander Michałowski. Hun har også studeret komposition hos Heinrich Urban i Berlin og fik lektioner i Paris hos Moritz Moszkowski. Efter at have indgået ægteskab med den polske folklorist, Henry Lew i 1900 i Paris, underviste hun i klaverspil på Schola Cantorum der (1900-12). [kilde mangler]
Hun lærte senere at spille på cembalo i Berlin Hochschule für Musik (1912-19). Hun var især interesseret i musikvidenskab, og foretrak værker af Bach, Couperin og Rameau. Hun besøgte museer overalt i Europa, hvor hun også anskaffede gamle cembaloer, som hun fik renoveret. Disse var store, kraftigt byggede instrumenter med en 16-fods stopper (et sæt af strenge en oktav under normal tonehøjde). Den særlige lyd, dette forårsagede, blev kritiseret af Bach-specialisten Pablo Casals, hvortil hun replicerede: "Du spiller Bach på din måde, og jeg vil spille ham på hans måde".
En række nye, væsentlige værker blev skrevet til hende personligt: Manuel de Falla's El retablo de maese Pedro (Master Peter' s dukketeater) markerede en tilbagevenden af cembaløt til de moderne orkestre. Falla komponerede senere en cembalo-koncert til hende, og Francis Poulenc skrev sin Koncert champêtre til hende.
Landowska var stærkt engageret i musikundervisning. Hun underviste ved Curtis Institute of Music fra 1925-28. Hun etablerede École de Musique Ancienne i Paris i 1925. Fra 1927åbnede hun sit hjem i Saint-Leu-la-Forêt, som blev et center for studier og fremførelse af klassisk musik. På dette tidspunkt optrådte Landowska på en salon for lesbiske, som tilhørte Natalie Clifford Barney.
Da den tyske Hær invaderede Frankrig, flygtede Landowska med sin studerende og sambo Denise Restout. Efter at have forladt Saint-Leu i 1940 opholdt de sig i Banyuls-sur-Mer, en kommune i det sydlige Frankrig, hvor hendes ven, billedhuggeren Aristide Maillol boede. Herfra rejste de senere videre og sejlede fra Lissabon til USA, i forventning om, at den Nazistiske trussel var midlertidig, medbragte hun blot to kufferter. Hun ankom til New York den 7. december 1941, datoen for bombningen af Pearl Harbor. Hendes hjem i Saint-Leu blev plyndret, og hendes instrumenter og håndskrifter blev stjålet, så hun ankom uden væsentlige værdier.
Hendes optræden med Bachs "Goldberg-Variationer" på New Yorks Town Hall i 1942 var den første gang i det 20 århundrede, hvor stykket blev spillet på cembalo, det instrument, stykket oprindeligt var blevet komponeret for.
Hun bosatte sig i Lakeville, Connecticut i 1949, og reetablerede sig som en udøvende kunstner og lærer, samtidig med at hun ofte var på turneer. Hendes sidste offentlige optræden var i 1954. Hendes partner, Denise Restout, var redaktør og oversætter af hendes skrifter om musik, herunder Musique ancienne, og Landowska på Musik, udgav i 1964.
Landowska indspillede fortrinsvis på Victor Talking Machine Company/RCA Victor og Gramophone Company/EMI.

## Død
Hun døde i Lakeville, Connecticut den 16. august 1959, 80 år gammel.

## Anmeldelser og udtalelser
- "Næsten overflødigt at sige, at hendes spil er fuld af energiske gesta og individuelle ideer.(…) Nej, hvad der rører mig i Landowskas gengivelser er hendes poetiske indblik i, Scarlattis musik; hun har ikke bare genopdaget den korrekte forbindelse mellem komponist og instrument, hun tror på det, og føler det inderligt."[8]
- "Hun har altid spillet musik 'som den er skrevet" med det resultat, at en serie af hurtige noder ikke lyder som 'bundter af dem" (Nord-1700), men som en symaskine. Takket være sin brede indflydelse kan denne indsigt høres hos hendes elever den dag i dag."[9]

## Eksterne links
- Smith, Patricia Juliana Landowska profil Arkiveret 16. september 2012 hos  Wayback Machine, GLBTQ.com (2002)
- "Wanda Landowska biografi" Arkiveret 12. september 2009 hos  Wayback Machine, Naxos.com
- Den Fortolkning af Bachs Værker Arkiveret 26. maj 2016 hos  Wayback Machine af Wanda Landowska (oversat af Edward Burlingame Hill)
- Wanda Landowska 's kommentarer til Bach' s Well Tempered Clavier (Webside ikke længere tilgængelig) (Webside ikke længere tilgængelig)
- Camera Three: Reminiscences of Wanda Landowska (1963) på YouTube
- Hjemmeside af Amsterdam Udgivere af korrespondance mellem Wanda Landowska og Manuel de Falla af den hollandske musikforsker Loes Dommering-van Rongen. Den korrespondance, der dækker årene fra 1922 til 1931, amsterdampublishers.com